# John Stockton
John Houston Stockton (Spokane, Washington, SAD, 26. ožujka 1962.) je bivši američki košarkaš. 
Studirao je na sveučilištu Gonzagi, za čiju je momčad igrao. Utah Jazz ga je 1984. na draftu izabrao u 1. krugu. Bio je 16. po redu izabrani igrač.
Suprug je Hrvatice Nade. Njihov sin David zaigrao je i u NBA i ima hrvatsko državljanstvo.

## Vanjske poveznice
- NBA.com